# 原田敬伍
原田 敬伍（はらだ けいご、1995年3月9日 - ）は、かつて栗東トレーニングセンターに所属していた競馬の元騎手。

## 来歴
2013年、栗東の田所秀孝厩舎所属の騎手としてデビュー。同期には和田翼（旧姓:岩崎）、城戸義政、伴啓太がいる。
同年3月9日の中京競馬第2競走をニホンピロバロンで制し、同期の中で最初に勝利を挙げた。
2014年4月24日に騎手免許の取り消し申請をJRAに提出、同日付で免許取り消しとなる。

## エピソード
- 2013年6月8日、サウナで体重調整をしようとしたところ熱中症を発症、騎手変更となり、開催2日間の騎乗停止を受けた[3]。
- 2013年6月28日、調整ルームに入室後、携帯電話でTwitterを閲覧し、友人のツイートに対して複数回返信した為、30日間の騎乗停止を受けた[4]。
- 2014年2月2日、体重の調整ができず騎手変更となり、30日間の騎乗停止を受けた[5]。
- 目標とする騎手は幸英明としていた[6]。

## 騎乗成績
|        | 日付         | 競馬場・開催 | 競走名    | 馬名             | 頭数 | 人気 | 着順 |
| ------ | ------------ | ------------ | --------- | ---------------- | ---- | ---- | ---- |
| 初騎乗 | 2013年3月2日 | 1回小倉7日1R | 3歳未勝利 | ブイキャスター   | 14頭 | 12   | 11着 |
| 初勝利 | 2013年3月9日 | 2回中京1日2R | 3歳未勝利 | ニホンピロバロン | 15頭 | 1    | 1着  |

| 年度   | 1着 | 2着 | 3着 | 4着 | 5着 | 着外 | 騎乗数 | 勝率 | 連対率 | 複勝率 | 表彰 |
| ------ | --- | --- | --- | --- | --- | ---- | ------ | ---- | ------ | ------ | ---- |
| 2013年 | 5   | 3   | 3   | 5   | 4   | 103  | 123    | .041 | .065   | .089   |      |
| 2014年 | 0   | 0   | 0   | 1   | 2   | 14   | 17     | .000 | .000   | .000   |      |
| 中央   | 5   | 3   | 3   | 5   | 4   | 117  | 140    | .036 | .057   | .079   |      |